# Tanit d'or
Le Tanit d'or est le grand prix des Journées cinématographiques de Carthage, un festival organisé tous les deux ans en Tunisie.
Il porte le nom de la déesse lunaire de la civilisation carthaginoise, Tanit, et prend la forme de son symbole, un triangle surmonté d'une ligne horizontale et d'un cercle.
Le Tanit d'or est remis dans plusieurs catégories :
- Meilleure œuvre de long métrage ;
- Meilleure œuvre de court métrage ;
- Meilleure première œuvre de long métrage (prix Tahar-Cheriaa) ;
- Meilleur long métrage documentaire ;
- Meilleur court métrage documentaire.

## Palmarès
| Session | Dates                        | Meilleure œuvre de long métrage |
| ------- | ---------------------------- | --- |
| 1re     | 4-11 décembre 1966           | La Noire de… de Ousmane Sembène (Sénégal) |
| 2e      | 13-20 octobre 1968           | Non décerné |
| 3e      | 11-18 octobre 1970           | Ensemble de l'œuvre de Youssef Chahine (Égypte) dont Le Choix                                                                                           |
| 4e      | 30 septembre-8 octobre 1972  | Les Dupes de Tawfiq Saleh (Syrie) Sambizanga de Sarah Maldoror (République du Congo) Mon village, un village parmi d'autres de Taïeb Louhichi (Tunisie) |
| 5e      | 26 octobre-2 novembre 1974   | Les Bicots-nègres, vos voisins de Med Hondo (Mauritanie) Kafr kasem de Borhane Alaouié (Liban / Syrie)                                                  |
| 6e      | 14-23 octobre 1976           | Les Ambassadeurs de Naceur Ktari (Tunisie / Libye / France)                                                                                             |
| 7e      | 16-26 octobre 1978           | Les Aventures d'un héros de Merzak Allouache (Algérie)                                                                                                  |
| 8e      | 15-23 novembre 1980          | Aziza d'Abdellatif Ben Ammar (Tunisie) |
| 9e      | 22-30 octobre 1982           | Le Vent de Souleymane Cissé (Mali) |
| 10e     | 12-21 octobre 1984           | Les Rêves de la ville de Mohamed Malas (Syrie) |
| 11e     | 14-25 octobre 1986           | L'Homme de cendres de Nouri Bouzid (Tunisie) |
| 12e     | 21-29 octobre 1988           | Noce en Galilée de Michel Khleifi (Palestine) |
| 13e     | 26 octobre-3 novembre 1990   | Halfaouine, l'enfant des terrasses de Férid Boughedir (Tunisie)                                                                                         |
| 14e     | 2-10 octobre 1992            | La Nuit (en) de Mohamed Malas (Syrie) |
| 15e     | 12-19 novembre 1994          | Les Silences du palais de Moufida Tlatli (Tunisie) |
| 16e     | 11-20 octobre 1996           | Salut cousin ! de Merzak Allouache (Algérie) |
| 17e     | 23-31 octobre 1998           | Vivre au paradis de Bourlem Guerdjou (Algérie) |
| 18e     | 20-28 octobre 2000           | Dôlè de Imunga Ivanga (Gabon) |
| 19e     | 18-26 octobre 2002           | Le Prix du pardon de Mansour Sora Wade (Sénégal) |
| 20e     | 2-9 octobre 2004             | À Casablanca, les anges ne volent pas de Mohamed Asli (ar) (Maroc)                                                                                      |
| 21e     | 11-18 novembre 2006          | Making of de Nouri Bouzid (Tunisie) |
| 22e     | 25 octobre-1er novembre 2008 | Teza de Haïlé Gerima (Éthiopie) |
| 23e     | 23-31 octobre 2010           | Microphone d'Ahmad Abdalla (Égypte) |
| 24e     | 16-24 novembre 2012          | La Pirogue de Moussa Touré (Sénégal) |
| 25e     | 29 novembre-6 décembre 2014  | Omar de Hany Abu-Assad (Palestine) |
| 26e     | 21-28 novembre 2015          | L'Orchestre des aveugles de Mohamed Mouftakir (Maroc)                                                                                                   |
| 27e     | 28 octobre-5 novembre 2016   | Zaineb n'aime pas la neige de Kaouther Ben Hania (Tunisie)                                                                                              |
| 28e     | 4-11 novembre 2017           | Le Train de sel et de sucre de Licínio Azevedo (Mozambique)                                                                                             |
| 29e     | 3-10 novembre 2018           | Fatwa de Mahmoud Ben Mahmoud (Tunisie) |
| 30e     | 26 octobre-2 novembre 2019   | Noura rêve de Hinde Boujemaa (Tunisie) |
| 31e     | 7-12 novembre 2020           | Non décerné |
| 32e     | 30 octobre-6 novembre 2021   | Plumes d'Omar El Zohairy (Égypte) |
| 33e     | 29 octobre-5 novembre 2022   | Les Révoltés d'Amil Shivji (Tanzanie) |
| 34e     | 28 octobre - 4 novembre 2023 | Festival annulé (Guerre à Gaza) |
| 35e     | 14-21 décembre 2024          | Les Enfants rouges de Lotfi Achour (Tunisie) |